# Limnephilus lucensis
Limnephilus lucensis är en nattsländeart som beskrevs av Luisa Eugenia Navas 1924. Limnephilus lucensis ingår i släktet Limnephilus och familjen husmasknattsländor. Inga underarter finns listade i Catalogue of Life.